# ラフェッテ42
ラフェッテ42はMG42（機関銃）用に作られた三脚架（トライポッド）。

## 概要
ラフェッテ42は、MG34用のラフェッテ34をMG42に合うように再設計したもので、ラフェッテ34との共通部分も多い。「ラフェッテ」はドイツ語で銃架を意味する。
ラフェッテ34とラフェッテ42は、機関銃を載せるマウント前部の固定金具の形状が異なるので、ラフェッテ34にMG42は使えないし、ラフェッテ42にMG34は使えない。
ラフェッテ42は、ラフェッテ34と同様に、50連のドラムマガジンはラフェッテのフレームと干渉するため使えない。給弾方法はベルトリンクのみとなる。
ラフェッテ42では、MG42の2脚は、折り畳んだ状態だと、射撃の反動でマウントが後退した時、ラフェッテのフレームにぶつかるため、射撃時は必ず展開状態にする必要がある。
ラフェッテの目的は、重機関銃として運用するために、射撃時の反動を緩衝することにあった。MG42は毎分1200-1500発という高い発射速度から来る激しい反動により二脚（バイポッド）での安定した射撃は簡単なことではなかった。MG42をラフェッテに装着すると、ラフェッテの重量と、マウント前部にあるスプリングを内蔵したダンパーにより、射撃時の反動を抑え、高い安定性が得られた。
ラフェッテ本体の引き金は、射角調整装置の右側にある、右握り手前方のレバーである。手前に引くと機械的リンクにより機関銃本体の引き金を作動させるため、射手が機関銃本体の引き金に触る必要はない。
引き金を引くだけで縦深方向に段階的（ラフェッテ42は5段階）に弾を振り撒く射角調整機能が組み込まれており、広範囲に弾を散らすことで制圧効果を高めることが可能であるなど、多様な機能があった。これは他の国の銃架には見られない独特かつ極めて合理的な機能であった。
ラフェッテに機関銃を載せたまま、銃身の交換が可能である。
低射撃姿勢・高射撃姿勢・対空射撃姿勢、にセッティングできた。対空射撃姿勢には専用の支柱とクレイドルが追加で必要である。
光学照準器（MGZ34とMGZ40）との組み合わせにより、MG42の射程は最大で3.2 kmに及んだ。
重量は20.5 kgであり、折り畳んで兵士一人で背負って携行することが可能で、前脚の2つのパッドは背負ったときの痛みを和らげるためのクッションである。ラフェッテ42では、下側のクッション表面が湾曲した形状に改良されており、より背中にフィットするようになった。
後継のMG3用に、ラフェッテ42を戦後に再設計した、MG3ラフェッテがある。